# Liste der Mitglieder der American Academy of Arts and Sciences/1802
Im Jahr 1802 wählte die American Academy of Arts and Sciences nur ein neues Mitglied.

## Neugewählte Mitglieder
- Edward Jenner (1749–1823)